# المربية ماكفي والانفجار الكبير
المربية ماكفي والانفجار الكبير (بالإنجليزية: Nanny McPhee and the Big Bang)‏، هو فيلم خيالي عائلي كوميدي أمريكي من إخراج سوزانا وايت صدر في الولايات المتحدة في 20 أغسطس 2010.

## القصة
تدور احداث الفيلم عن امرأة تدعى إيزابيل ولها ثلاث أطفال بينما يقاتل زوجها في الحرب، وتعاني المرأة كثيراً مع أولادها المشاغبين، ويزيد عنائها بعد أن يزورها أبناء أخيها من المدينة حيث لايتوقفان عن الشجار مع أولادها، وتأتي مربية ساحرة تدعى ماكفي لترعى الأطفال، فلا يحبونها في البداية، لكنها تنجح في جعلهم متحابين ويساعدون بعضهم، وبعد أن تتم مهمتها تهجرهم ويعود والدهم من الحرب بعد أن وصلتهم برقية يخبرون فيها أنه قد توفي في الحرب، ليكتشفوا في النهاية أن العم فيل هو من زورها ليجبر إيزابيل أخته على بيع حصتها من المزرعة بعد أن فشلت محاولاته وألاعيبه لإقناعها.

## الشخصيات
- المربية ماكفي:هي التي جائت لتعتني بالأطفال.
- العم فيل:هو الأخ غير الشقيق لأم الأطفال إيزابيل، وهو يحاول إقناعها بأن تبيع حصتها من المزرعة، وذلك لأن توبسي وتورفي تدينان له بها بعد أن خسر في رهان.
- إيزابيل:هي أم الأطفال وأخت فيل لطالما رفضت أن تبيعه المزرعة ولكن ب عد أن ضنت أن زوجها توفي أرادت بيعها.
- نورمن:هو الابن الأكبر لإيزاببل وعمره 14 سنة، وهو الذي لم يصدق أن والده توفي لأنه أحس بذلك في عضامه.
- مجزي:هي أخت نورمن وعمرها 13سنة.
- ڤنسن:هو الأخ الأصغر لنورمن ومجزي وعمره ست سنوات.
- سيليا:هي بنت أخ إيزابيل وقد قدمت من المدينة رفقة أخيها، كانت متكبرة في البداية سوى بمضهرها وملابسها، لكنها فيما بعد أصبحت متواضعة وطيبة.
- سيرل:هو أخ سيليا التوأم، وهو الذي ساعد نورمن في التأكد من كون والده لم يمت وذلك من خلال ذهابه عند والده الضابط الكبير في لندن.
- روري:هو والد كل من نورمن ومجزي وفنسن، وهو جندي وسيعود في النهاية إلى أسرته، بعد أن اعتقدوا أنه بسبب فيل لأنه زور برقية الوفاة وادعى أنها من البحرية.
- لورد:هو أخ إيزابيل، ووالد سيليا وسيرل، وهو الذي أخبر نورمن بأن والده ف.ف.م(فقد في المعركة).
- السيدة أكاتا:هي صديقة المربية ماكفي، وهي امرأة عجوز.
- السيد ألجرنون:هو زوج السيدة أكاتا وهو شرطي القرية.
- توبسي:هي صديقة تورفي، وهما يودان الحصول على كليتي فيل في حال أن لم يعطيهما المزرعة المتفق عليها بعد خسارته في الرهان.
- تورفي:هي صديقة توبسي.

## روابط خارجية
- المربية ماكفي والإنفجار الكبير على موقع IMDb (الإنجليزية)
- المربية ماكفي والإنفجار الكبير على موقع ميتاكريتيك (الإنجليزية)
- المربية ماكفي والإنفجار الكبير على موقع الموسوعة البريطانية (الإنجليزية)
- المربية ماكفي والإنفجار الكبير على موقع روتن توميتوز (الإنجليزية)
- المربية ماكفي والإنفجار الكبير على موقع نتفليكس (الإنجليزية)
- المربية ماكفي والإنفجار الكبير على موقع قاعدة بيانات الأفلام العربية
- المربية ماكفي والإنفجار الكبير على موقع ألو سيني (الفرنسية)
- المربية ماكفي والإنفجار الكبير على موقع Turner Classic Movies (الإنجليزية)
- المربية ماكفي والإنفجار الكبير على موقع أول موفي (الإنجليزية)
- المربية ماكفي والإنفجار الكبير على موقع بوكس أوفيس موجو (الإنجليزية)